# Бушлат

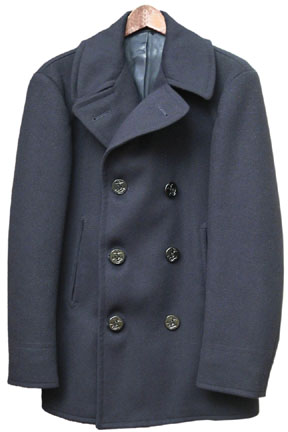
Бушлат ВМС США.

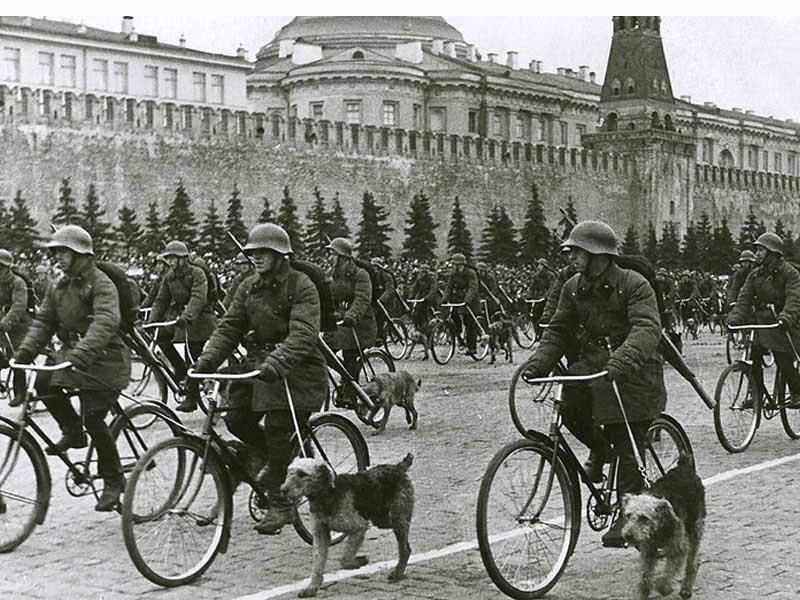
Военные собаководы РККА на велосипедах, одеты в армейские бушлаты (ватные куртки образца 1935 года), парад 1 мая 1938 года.

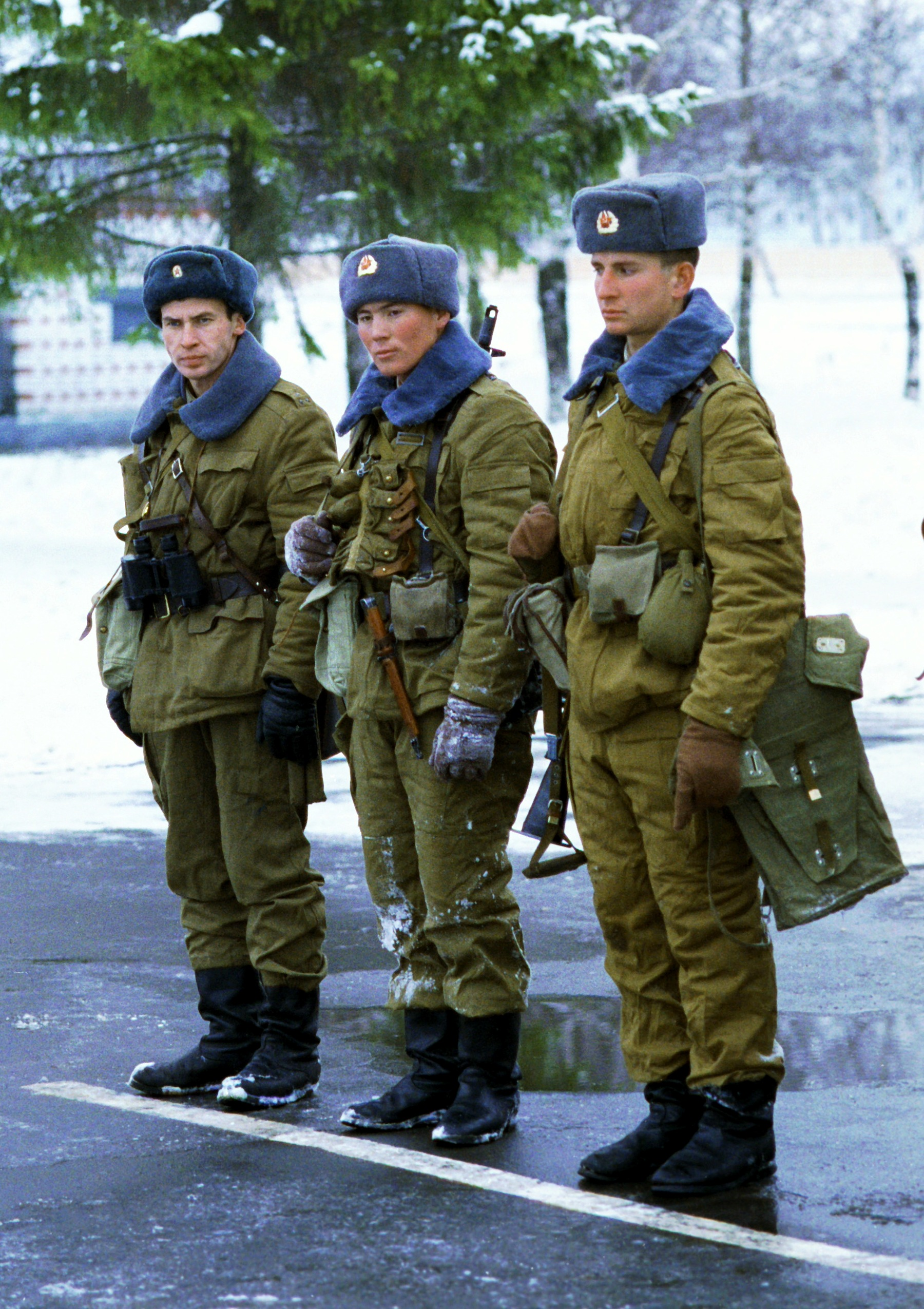
Военнослужащие в зимнем варианте «Афганки» (в куртках полевых утеплённых — бушлатах и в брюках утеплённых полевых — ватниках), полевая форма одежды, образца 1984 года.

Бушла́т — «защитник грудины», двубортное пальто на тёплой подкладке с отложным воротником (любая, как правило, форменная тяжёлая тёплая рабочая одежда в виде куртки у военных, заключённых, строителей и т. п.).
Бушлат шьётся свободно для движения рук и тела, а на спинке в талии стягивается тесьмой. Воротник, как правило, отложной, мягкий, подбитый сукном и застёгивается на петлю.
Говоря «бушлат», чаще и прежде всего имеют в виду форменную верхнюю одежду военных моряков из чёрного сукна или жаргонное название армейской куртки ватной.
Существуют и другие, непосредственно связанные со словом бушлат, значения:
- Ка́пковый бушла́т — индивидуальное спасательное средство, применявшееся в ряде военно-морских флотов — стёганная на капоке (не смачиваемые водой волокна плодов хлопкового дерева) куртка; заменён надувным резиновым жилетом[2].
- Деревянный бушлат — эвфемизм гроба.

## История

### Флотский бушлат
Источник информации — если не указано иначе.
Короткое двубортное полупальто «из зелёного сукна на урсовой тёплой подкладке», застёгивающееся на шесть пуговиц, прообраз нынешнего бушлата, впервые было введено в русском флоте русским мореплавателем, исследователем Арктики Ф. П. Литке, который и дал ему специальное название.
В приказе 1848 года зафиксировано первое наименование данного предмета одежды брушлат (от немецких слов Brust — грудь, и latte — латы, защита груди), однако вплоть до 1917 года в официальных документах он всюду именовался «полупальто на урсовой подкладке». В то же время в устной речи на флоте повсеместно употребляли название «брушлат», в конце XIX века брушлат стал именоваться буршлатом, и окончательно лишь в 1917−1918 годах была принята новая форма произношения — бушлат.
Постепенно менялся и сам бушлат. По сравнению с первоначальным покроем дальнейшее совершенствование этого вида одежды шло в сторону его укорачивания, сужения и облегчения за счёт подкладки, а для пошива стало использоваться чёрное сукно.
В соответствии с правилами ношения формы одежды (до 1917 года) полагалось носить бушлат застёгнутым на все пуговицы, спрятав воротник фланелевки или форменки. В период 1900−1906 годов синий воротник форменной рубахи носился поверх воротника бушлата. Ныне флотский бушлат является частью формы одежды моряков и носится в весенние и осенние месяцы.

### Армейский бушлат
В конце XIX − начале XX века бушлатом именовалась зимняя рабочая одежда рядовых артиллерийских складов русской армии.
В последующем, с первой половины XX века жаргонное название «бушлат» прочно закрепилось за ватной курткой военнослужащих сухопутных сил СССР, а также перешло на похожую униформенную одежду заключённых, строителей и прочих профессий.

### Этимология
«Этимологический словарь русского языка» М. Фасмера затрудняется в определении этимологии слова "бушлат", но отмечает, что Ф. Хинце объяснял его контаминацией нем. Buscherun («рыбачья блуза») и слов типа халат. Однако Хинце, согласно другим этимологическим работам, возводил его не к несуществующему немецкому слову Buscherun, а к голландско-фризскому bukrun. Так или иначе, версия о контаминации со словом "халат" отвергается другими исследованиями как неправдоподобная.

## В искусстве
От волжских круч, от города Кронштадта,

От южных скал и северной земли

Мы в бескозырках и в морских бушлатах

Доро́гой боя грозного прошли.

И с той поры, с тех памятных походов

Я в море дальнем и на берегу,

Как боевую славу мореходов,

Тебя, бушлат любимый, берегу.— Слова: П. Флёров. Музыка: Б. Терентьев., «Песня о бушлате», 
За нашей спиною остались паденья, закаты,

Ну хоть бы ничтожный, ну хоть бы невидимый взлёт.

Мне хочется верить, что чёрные наши бушлаты

Дадут мне возможность сегодня увидеть восход.— Слова, музыка: В. Высоцкий., «Чёрные бушлаты»
Русская земля, белые поля,

Чёрные матросские бушлаты,

И брони прочней, яростней огня

Русские морские батальоны.— Слова, музыка: А. Харчиков, «Ведь верховным был товарищ Сталин»
Может, ты снова в тучах мохнатых

Вспышки орудий видишь вдали,

Или, как прежде, в чёрных бушлатах

Грозно шагают твои патрули.— Слова: Михаил Матусовский, музыка: Владимир Шаинский, Крейсер «Аврора»